# Ristisaari (ö i Birkaland, Södra Birkaland)
Ristisaari är en ö i Finland. Den ligger i sjön Vanajavesi och i kommunen Valkeakoski i den ekonomiska regionen  Södra Birkaland och landskapet Birkaland, i den södra delen av landet, 120 km norr om huvudstaden Helsingfors. Öns area är 2 hektar och dess största längd är 190 meter i nord-sydlig riktning.